# Čab
Čab is een Slowaakse gemeente in de regio Nitra, en maakt deel uit van het district Nitra.
Čab telt 780 inwoners.